# Dans la caverne des morts
Dans la caverne des morts (titre original : In the Cave of the Dead) est une nouvelle de l'écrivain américain Jack London, publiée après sa mort aux États-Unis en 1918.

## Historique
Écrite en juillet 1916 sous le titre initial Shin-Bones, la nouvelle est publiée dans le Cosmopolitan en novembre 1918 sous le titre In the Cave of the Dead, avant d'être reprise dans le recueil On the Makaloa Mat en septembre 1919.

## Éditions

### Éditions en anglais
- In the Cave of the Dead, dans le Cosmopolitan, périodique, novembre 1918.
- In the Cave of the Dead, dans le recueil On the Makaloa Mat, New York ,The Macmillan Co, septembre 1919.

### Traductions en français
- Dans la caverne des morts, traduction de Louis Postif, in Histoires des îles, recueil, U.G.E., 1975.
- Dans la caverne des morts, traduction de François Postif, in Mille fois mort, recueil, U.G.E., 1981.
- Dans la caverne des morts, traduction de Louis Postif revue et complétée par Frédéric Klein, in Histoires des îles, recueil, Phébus, 2007.

## Sources
- (en) Jack London's Works by Date of Composition
- http://www.jack-london.fr/bibliographie